# Bobby Astyr
Bobby Astyr (geboren am 14. November 1937 in New York; gestorben am 7. April 2002 in Manhattan, New York; eigentlich Robert H. Charles) war ein US-amerikanischer Pornodarsteller.

## Leben
Bobby Astyr startete seine Karriere im Pornofilm 1974, in der sogenannten Goldenen Ära des Filmgenres. Vorher war er Musiker. Er spielte in mehr als 140 Pornofilmen der 1970er und 1980er Jahre mit, am bekanntesten wohl der Dracula-Film Dracula Exotica sowie der 1982er Film Roommates, die beide als Klassiker des Genres gelten. Sein Spitzname wurde „The Clown Prince of Porn“, weil er häufig in eher komödiantischen Rollen besetzt wurde. Er war bekannt dafür, ausländische Akzente zu imitieren und verrückte Charaktere zu spielen. Astyr arbeitete häufig mit den Regisseuren Henri Pachard und Stuart Allen zusammen.
Bobby Astyr gehörte später dem Vorstand eines Housing Projects im East Village an.
1999 wurde er in die XRCO Hall of Fame aufgenommen. 1979 erhielt er einen AFAA Award als Bester Nebendarsteller im Film People.

## Privatleben und Tod
Astyr war jüdischen Glaubens. Er galt in der Pornoindustrie als einer, der uneigennützig war und anderen Schauspielern half. Seit den 1970ern war er mit Samantha Fox liiert, mit der häufig zusammenarbeitete. Bobby Astyr verstarb 2002 nach einem langjährigen Kampf gegen Lungenkrebs.

## Filmografie (Auswahl)
- 1974: Thrilling Drilling
- 1974: Intensive Care
- 1975: Love Maid
- 1975: Big Abner
- 1975: When a Woman Calls
- 1975: Teenage Masseuse
- 1975: Sherlick Holmes
- 1975: The Vixens of Kung Fu (A Tale of Yin Yang)
- 1975: The Joyriders
- 1975: Satan Was a Lady
- 1975: The Amazing Dr. Jekyll
- 1976: Teenage Housewife
- 1977: Sex Marathon
- 1977: Barbara Broadcast
- 1977: Dr. Love and His Strange House of Perversion
- 1978: Woman in Love: A Story of Madame Bovary
- 1978: People
- 1979: Her Name Was Lisa
- 1979: Die feuchten Träume von Babylon (Babylon Pink)
- 1979: Heiße Stuten lieben's wild (Honeysuckle Rose)
- 1979: Erotic Dynamite: Die Superscharfen (Tigresses and Other Man-eaters)
- 1980: Träume einer geschiedenen Frau (For Richer, for Poorer)
- 1980: Hot T-Shirts – Hauteng auf runden Kurven (Hot T-Shirts)
- 1980: Dracula Exotica
- 1980: Lady L. und ihre lüsternen Mädchen (Tramp)
- 1981: Manche mögens prall (C.O.D.)
- 1982: Roommates
- 1982: The Devil in Miss Jones Part II
- 1983: Dinner with Samantha